# Esnouveaux
Esnouveaux é uma comuna francesa na região administrativa de Grande Leste, no departamento de Haute-Marne. Estende-se por uma área de 16,87 km². Em 2010 a comuna tinha 294 habitantes (densidade: 17,4 hab./km²).